# Confédération canadienne

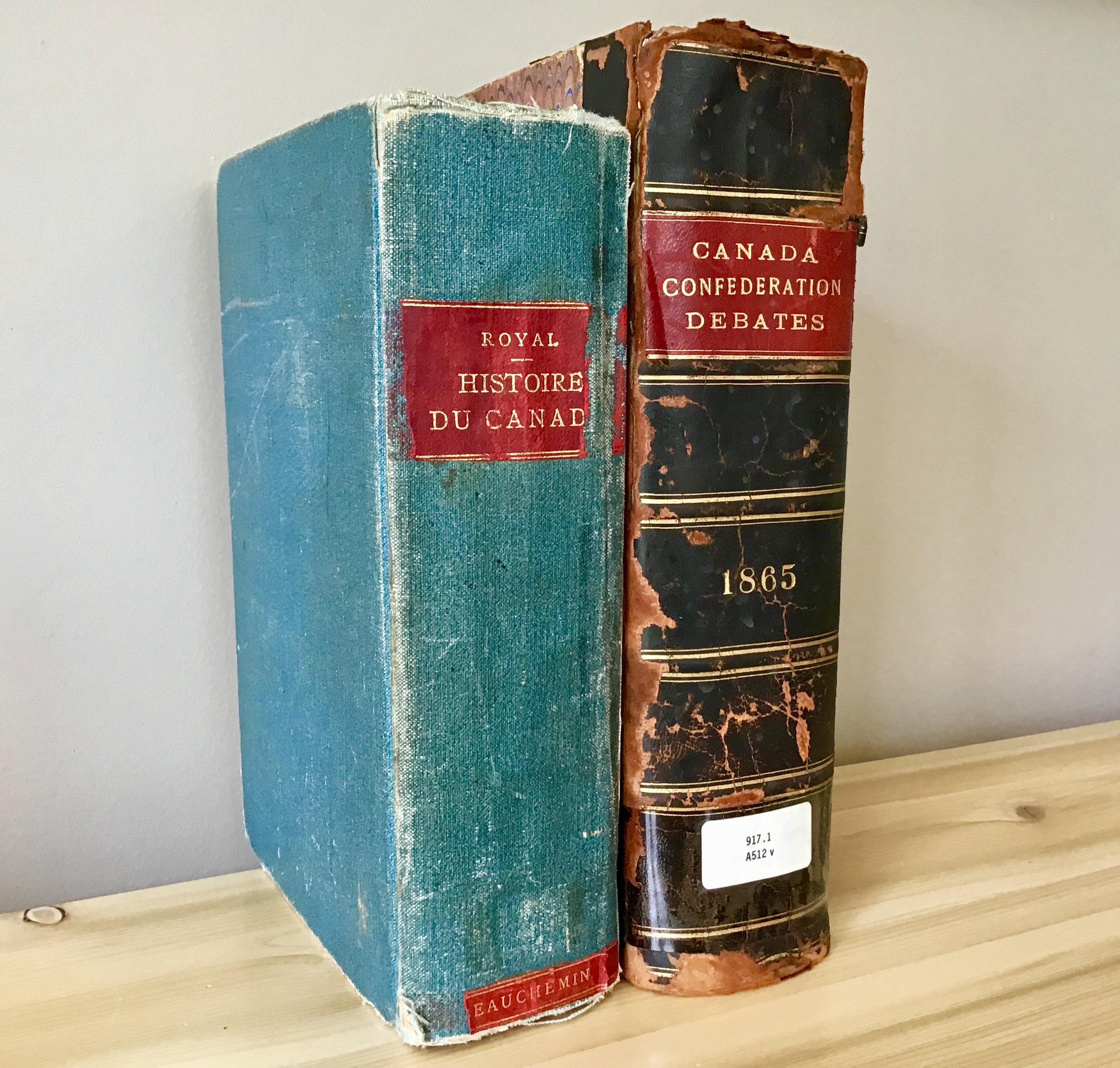
Livres au sujet de la confédération (1865) et l'histoire du Canada (1909).

La Confédération canadienne ou Confédération du Canada est le processus par lequel trois colonies de l'Amérique du Nord britannique (Canada-Uni, Nouveau-Brunswick et Nouvelle-Écosse) se sont unifiées en une fédération sous le nom de Dominion du Canada. Lorsque l'Acte de l'Amérique du Nord britannique est entré en vigueur le 1er juillet 1867, les colonies sont devenues collectivement provinces du Dominion, sous un régime monarchique. Le Canada est alors constitué de quatre provinces : le Nouveau-Brunswick, la Nouvelle-Écosse, l'Ontario et le Québec (le Canada-Uni ayant été scindé en deux). À la suite de cette union, les autres colonies et territoires de l'Amérique du Nord britannique intègrent progressivement la Confédération et de nouvelles provinces sont créées.

## Terminologie
Le terme « confédération » est maintenant souvent employé pour décrire le Canada d'une manière abstraite, et l'expression « les pères de la Confédération » est un exemple d'une telle utilisation. Cependant, le terme se réfère habituellement plus concrètement au processus politique qui unifia les colonies de l'Amérique du Nord britannique et non à la structure politique du pays. En effet, la science politique désigne une « confédération » comme une association d'États qui n'est pas un État fédéral, à proprement parler, mais plutôt d'une forme de gouvernance de coopération. Une confédération est composée de délégués choisis par les États souverains, et la fédération est régie par un droit externe aux États membres.
Ainsi, bien que le terme « confédération » soit souvent employé, le Canada est bien une fédération. Via son gouvernement fédéral, l'État fédéral du Canada, en plus d'administrer les territoires canadiens, fédère ainsi les provinces canadiennes qui sont en fait des États fédérés.
Par ailleurs, le terme « confédération » est également employé pour diviser l'histoire du Canada en deux périodes : la « préconfédération » (avant 1867) et la « postconfédération » (de 1867 jusqu'à nos jours).

## Ordre d'introduction des provinces
La Confédération canadienne comptait originellement quatre provinces. Au fil du temps, plusieurs autres provinces et territoires furent créés ou se sont joints à la Fédération. Voici les dates d'introduction en ordre chronologique : la province du Canada composée de l'Ontario (1867) et du Québec (1867), le Nouveau-Brunswick (1867), la Nouvelle-Écosse (1867), le Manitoba (1870), les Territoires du Nord-Ouest (1870), la Colombie-Britannique (1871), l'Île-du-Prince-Édouard (1873), le Yukon (1898), l'Alberta (1905), la Saskatchewan (1905), Terre-Neuve-et-Labrador (1949), le Nunavut (1999).

## Histoire

### Les divisions coloniales
Avant 1867, l'Amérique du Nord britannique était un groupement de six colonies distinctes et autonomes : la Nouvelle-Écosse, le Nouveau-Brunswick, le Canada-Uni (comprenant essentiellement les parties méridionales du Québec et de l'Ontario actuels), Terre-Neuve, l'île-du-Prince-Édouard et la Colombie-Britannique. Au début, seules ces trois premières colonies constituaient la Confédération, les autres s'y joignant par la suite. Terre-Neuve fut la dernière en 1949, à l'intégrer (le reste du Canada actuel se divisait entre la Terre de Rupert et les Territoires du Nord-Ouest, qui appartenaient à la Compagnie de la Baie d'Hudson et furent cédés au Canada en 1870, de même que les Îles arctiques, qui étaient sous tutelle britannique).

### Acte de l'Amérique du Nord britannique

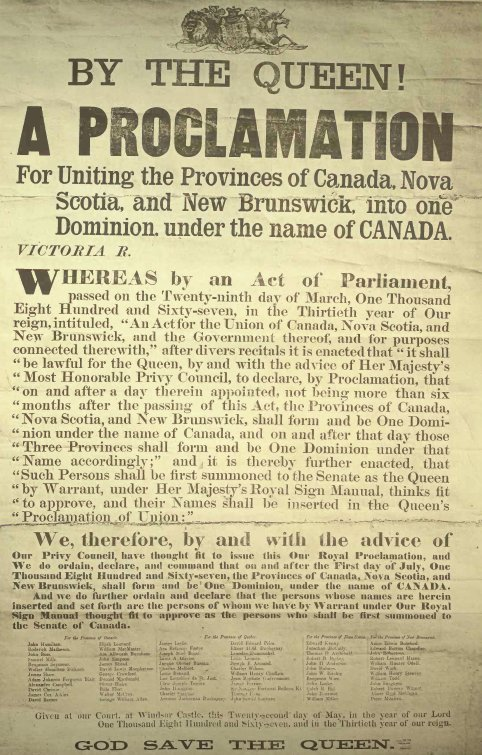
Proclamation de la Confédération canadienne.

La Confédération a été créée lorsque la reine Victoria accorda la sanction royale à l'Acte de l'Amérique du Nord britannique (AANB) le 29 mars 1867. Cet acte, appelé officiellement le British North America Act (BNAA), fut rédigé pour des raisons de politique intérieure (instabilité ministérielle, Rep by Pop), de politique extérieure (menace d'invasion des Américains, raids féniens, retrait du soutien militaire du Royaume-Uni) et économique (besoin d'un chemin de fer à la suite du traité de Réciprocité). Il unifiait le Canada-Uni aux colonies du Nouveau-Brunswick et de la Nouvelle-Écosse, et il entra en vigueur le 1er juillet de l'année 1867. L'acte vint dissoudre l'Acte d'Union de 1840, qui avait unifié le Haut-Canada et le Bas-Canada, et est le principal document constitutionnel du Canada. Le Canada-Uni fut divisé en deux provinces séparées, qui devinrent l'Ontario et le Québec. Le 1er juillet est maintenant célébré comme la fête du Canada.
Alors que l'Acte accordait au Canada la majorité de la souveraineté interne, le pays ne disposait pas encore d'une souveraineté externe. La politique étrangère resta dans les mains des Britanniques, le Comité judiciaire du Conseil privé demeura le plus haut tribunal d'appel du Canada et la Constitution du Canada ne pouvait être modifiée que par le Royaume-Uni. Graduellement, le Canada gagna plus de souveraineté, ce qui aboutit à la Loi constitutionnelle de 1982, qui coupa le cordon. Jusque-là, toute modification de l'Acte était une prérogative du Parlement britannique. Depuis, la Constitution canadienne peut être modifiée par une majorité du Parlement du Canada, appuyée sur certains sujets par une majorité qualifiée (et parfois l'unanimité) des provinces.
Les pères de la Confédération choisirent de baptiser le nouvel État « Dominion du Canada » après qu'ils eusseunt rejeté « Royaume et Confédération ». Ils auraient pu créer le Dominion de Borealia (de Nord en latin), par analogie avec l'appellation de l'Australie (de Sud en latin). À la lumière de l'évolution du Canada, le terme de confédération est aujourd'hui perçu par certains observateurs comme une ruse de John A. Macdonald et d'autres pour encourager le Bas-Canada et les colonies maritimes à venir participer aux discussions. La plupart des chefs coloniaux, redoutant d'être dirigés par la population du Haut-Canada, ne voulaient pas d'un gouvernement central fort. Macdonald n'avait aucune intention de faire réellement du Canada une confédération et était disposé à maintenir plusieurs des colonies en dehors de l'Union politique plutôt que d'affaiblir le gouvernement du centre, qu'il désirait. Le Canada est ainsi devenu une fédération au lieu d'une confédération comme la Suisse entre 1815 et 1848. Cependant, l'impression que le nouveau Canada confédéral était un pacte entre deux peuples fondateurs dominera le discours politique au Québec pendant presque un siècle.

### Conférences
La Confédération fut d'abord convenue à la conférence de Charlottetown à Charlottetown à l'île-du-Prince-Édouard en 1864, bien que cette province n'a adhéré à la Confédération qu'en 1873. Les points particuliers furent la plupart du temps examinés à la conférence de Québec, à Québec plus tard en 1864 et finalement lors de la Conférence à Londres en 1866.
Le tableau suivant donne la liste des participants aux conférences et indique leur présence à chaque séance. Maintenant connus en tant que pères de la Confédération, ils avaient parfois des intérêts surtout économiques de promouvoir la Confédération. Par exemple, George-Étienne Cartier avait des actions dans la compagnie de chemin de fer qui devait relier le Canada d'est en ouest.
| Participant                     | Province              | Charlottetown | Québec | Londres |
| ------------------------------- | --------------------- | ------------- | ------ | ------- |
| Adams George Archibald          | Nouvelle-Écosse       | ✔️            | ✔️     | ✔️      |
| Jamie Roy                       | Ontario               | ✔️            | ✔️     | ❌      |
| Alexander Campbell              | Ontario               | ✔️            | ✔️     | ❌      |
| Frederick Bowker T. Carter (en) | Terre-Neuve           | ❌            | ✔️     | ❌      |
| George-Étienne Cartier          | Québec                | ✔️            | ✔️     | ✔️      |
| Edward Barron Chandler          | Nouveau-Brunswick     | ✔️            | ✔️     | ❌      |
| Jean-Charles Chapais            | Québec                | ❌            | ✔️     | ❌      |
| James Cockburn                  | Ontario               | ❌            | ✔️     | ❌      |
| George Coles (en)               | Île-du-Prince-Édouard | ✔️            | ✔️     | ❌      |
| Robert B. Dickey (en)           | Nouvelle-Écosse       | ✔️            | ✔️     | ❌      |
| Charles Fisher                  | Nouveau-Brunswick     | ❌            | ✔️     | ✔️      |
| Alexander Tilloch Galt          | Québec                | ✔️            | ✔️     | ✔️      |
| John Hamilton Gray              | Île-du-Prince-Édouard | ✔️            | ✔️     | ❌      |
| John Hamilton Gray              | Nouveau-Brunswick     | ✔️            | ✔️     | ❌      |
| Thomas Heath Haviland           | Île-du-Prince-Édouard | ❌            | ✔️     | ❌      |
| William Alexander Henry (en)    | Nouvelle-Écosse       | ✔️            | ✔️     | ✔️      |
| William Pearce Howland          | Ontario               | ❌            | ❌     | ✔️      |
| John Mercer Johnson             | Nouveau-Brunswick     | ✔️            | ✔️     | ❌      |
| Hector-Louis Langevin           | Québec                | ✔️            | ✔️     | ✔️      |
| Andrew Archibald MacDonald      | Île-du-Prince-Édouard | ✔️            | ✔️     | ❌      |
| John A. Macdonald               | Ontario               | ✔️            | ✔️     | ✔️      |
| Jonathan McCully                | Nouvelle-Écosse       | ✔️            | ✔️     | ✔️      |
| William McDougall               | Ontario               | ✔️            | ✔️     | ✔️      |
| Thomas D'Arcy McGee             | Québec                | ✔️            | ✔️     | ❌      |
| Peter Mitchell                  | Nouveau-Brunswick     | ❌            | ✔️     | ✔️      |
| Oliver Mowat                    | Ontario               | ❌            | ✔️     | ❌      |
| Edward Palmer                   | Île-du-Prince-Édouard | ✔️            | ✔️     | ❌      |
| William Henry Pope              | Île-du-Prince-Édouard | ✔️            | ✔️     | ❌      |
| John William Ritchie (en)       | Nouvelle-Écosse       | ❌            | ❌     | ✔️      |
| Ambrose Shea (en)               | Terre-Neuve           | ❌            | ✔️     | ❌      |
| William H. Steeves              | Nouveau-Brunswick     | ✔️            | ✔️     | ❌      |
| Étienne-Paschal Taché           | Québec                | ❌            | ✔️     | ❌      |
| Samuel Leonard Tilley           | Nouveau-Brunswick     | ✔️            | ✔️     | ✔️      |
| Charles Tupper                  | Nouvelle-Écosse       | ✔️            | ✔️     | ✔️      |
| Edward Whelan (en)              | Île-du-Prince-Édouard | ❌            | ✔️     | ❌      |
| Robert Duncan Wilmot            | Nouveau-Brunswick     | ❌            | ❌     | ✔️      |

### Opposition et débats populaires
L'opposition chez certains francophones du Bas-Canada débuta dès le lendemain de la conférence de Charlottetown, et progressa après la conférence de Québec, entre autres grâce au manifeste d'Antoine-Aimé Dorion. C'est le début de la division des Canadiens-Français en deux camps : fédéralistes et anti-fédéralistes. Si certains politiciens réformistes comme George-Étienne Cartier soutiennent le projet de fédération, les anti-fédéralistes proviennent entre autres des conservateurs en rupture avec leur parti et libéraux-démocrates et considèrent que la confédération serait une menace.
Cette résistance fit peur à John A. Macdonald, qui avait pourtant laissé promettre un plébiscite sur la confédération. Il décida de reculer et mentionna d'ailleurs dans une lettre adressée à Leonard Tilley le 8 octobre 1866 que s'il avait convoqué les Chambres, il y aurait eu débat, et si elles appuyaient les résolutions de Québec, sa défaite électorale aurait été inévitable. Il laissa aussi sous-entendre que les discussions continuaient, le Bas-Canada en entier se mobiliserait, ce qui serait la fin de la constitution. La constitution sera donc imposée au peuple sans aucun vote populaire.

## Raisons
La Confédération canadienne répond à de nombreux objectifs. Une des causes était la crainte des États-Unis, lors de la guerre civile aux États-Unis, qui eut lieu de 1861 à 1865, l'Empire britannique ayant pris officieusement parti pour les États confédérés. Aux États-Unis, le représentant Nathaniel Prentice Banks déposa même une loi (Annexation Bill of 1866), qui proposait d'annexer l'Amérique du Nord britannique pour se venger face à l'attitude complaisante du Royaume-Uni vis-à-vis de la Confédération esclavagiste. La fédération des colonies de l'Amérique du Nord britannique est, selon eux, un bon moyen d'assurer plus adéquatement leur défense et ainsi éviter un lourd fardeau financier pour Londres, qui se plaignait de payer pour la sécurité de toutes les colonies.
D'une seconde part, en 1846, le Royaume-Uni met fin au tarif préférentiel pour les colonies. Pour remplacer le marché britannique, le Canada se tourne vers le marché américain. En 1854, le traité de réciprocité fut signé, mais il prit fin en 1866 et ne sera pas signé à nouveau. Bref, la perte des marchés américain et britannique fit en sorte que l'union devenait nécessaire pour que continue le commerce et que l'industrie canadienne trouve un marché de rechange.
Enfin, à la suite des rébellions de 1837 et 1838 dans les deux Canada, de nombreux Canadiens souhaitaient obtenir une plus grande souveraineté, tout en restant loyaux à l'Empire britannique. Le loyalisme aux institutions monarchiques demeurait un des fondements de l'identité nationale des Canadiens anglais, et l'union permettait de contrer une potentielle menace républicaine venant des États-Unis. Mais aussi, le projet permettait aux Canadiens français de retrouver leur frontière interne d'avant l'Acte d'Union de 1840, tout en étant à l'abri d'une éventuelle annexion par les États-Unis, où l'assimilation à la nation américaine était redoutée. Ainsi, l'union permettait de garantir la sauvegarde des identités nationales des deux nations respectives de l'Amérique du Nord britannique.

## Pères de la Confédération
Harry Bernard, qui était le secrétaire à la conférence de Charlottetown, était considéré par certains comme un père de la Confédération. Les « pères ultérieurs », qui introduiront les autres provinces dans la Confédération après 1867 (comme Joey Smallwood), ne sont habituellement pas considérés comme de « pères de la Confédération » mais sont parfois mentionnés comme « fondateurs ».
| Province ou territoire | Personnalités |
| ---------------------- | --- |
| Île-du-Prince-Édouard  | George Coles (en), John Hamilton Gray, Thomas Heath Haviland, Andrew Archibald MacDonald, Edward Palmer, William Henry Pope, Edward Whelan (en)                     |
| Manitoba               | William McDougall |
| Nouveau-Brunswick      | Edward Barron Chandler, Charles Fisher, John Hamilton Gray, John Mercer Johnson, Peter Mitchell, William Henry Steeves, Samuel Leonard Tilley, Robert Duncan Wilmot |
| Nouvelle-Écosse        | Adams George Archibald, Robert Barry Dickey (en), William Alexander Henry (en), Jonathan McCully, John William Ritchie (en), Charles Tupper                         |
| Ontario                | George Brown, Alexander Campbell, James Cockburn, William Pearce Howland, John A. Macdonald, Oliver Mowat                                                           |
| Québec                 | George-Étienne Cartier, Jean-Charles Chapais, Alexander Tilloch Galt, Hector-Louis Langevin, Thomas D'Arcy McGee, Étienne-Paschal Taché                             |
| Terre-Neuve            | Frederick Bowker Terrington Carter (en), Ambrose Shea (en) |